# Dobb ol ‘Az̄īr
Dobb ol ‘Az̄īr (persiska: دبّ العذیر, Dobbol Ghadīr, Marāveneh-ye Yek) är en ort i Iran.   Den ligger i provinsen Khuzestan, i den centrala delen av landet, 500 km sydväst om huvudstaden Teheran. Dobb ol ‘Az̄īr ligger 25 meter över havet och antalet invånare är 114.
Terrängen runt Dobb ol ‘Az̄īr är mycket platt. Runt Dobb ol ‘Az̄īr är det ganska tätbefolkat, med 144 invånare per kvadratkilometer. Närmaste större samhälle är Sheybān, 13,4 km söder om Dobb ol ‘Az̄īr. Trakten runt Dobb ol ‘Az̄īr består till största delen av jordbruksmark.